# Panorpa hungerfordi
Panorpa hungerfordi är en näbbsländeart som beskrevs av George W. Byers 1973. Panorpa hungerfordi ingår i släktet Panorpa och familjen skorpionsländor. Inga underarter finns listade i Catalogue of Life.